# Mount Franke
Mount Franke är ett berg i Antarktis. Det ligger i Västantarktis. Nya Zeeland gör anspråk på området. Toppen på Mount Franke är 1 628 meter över havet.
Terrängen runt Mount Franke är varierad. Trakten är obefolkad. Det finns inga samhällen i närheten. 